# Distrikt Iquitos
Der Distrikt Iquitos befindet sich in der Provinz Maynas in der Region Loreto in Nordost-Peru. Der Distrikt wurde am 7. Februar 1866 gegründet. Am 5. November 1999 wurde der südöstliche Teil des Distrikts Iquitos herausgelöst und bildet seither die beiden neu gegründeten Distrikte Belén und San Juan Bautista.
Der Distrikt hat eine Fläche von 367 km². Beim Zensus 2017 lebten 160.497 Einwohner im Distrikt. Im Jahr 2007 lag die Einwohnerzahl bei 159.023. Verwaltungssitz ist die 106 m hoch am linken Flussufer des Amazonas gelegene Provinz- und Regionshauptstadt Iquitos mit 157.731 Einwohnern (Stand 2017).

## Geographische Lage
Der Distrikt Iquitos liegt im peruanischen Amazonasgebiet im zentralen Südosten der Provinz Maynas. Er erstreckt sich nördlich des Amazonas. Der Río Nanay fließt entlang der südlichen Distriktgrenze nach Osten und mündet bei Iquitos in den Amazonas.
Der Distrikt Iquitos grenzt im Süden an den Distrikt San Juan Bautista, im Westen an den Distrikt Alto Nanay, im Norden an den Distrikt Punchana sowie im Südosten an den Distrikt Belén.